# 费里耶尔拉韦尔里
费里耶尔拉韦尔里（法語：Ferrières-la-Verrerie，法語發音：[fɛʁjɛʁ la vɛʁ.ʁi] ⓘ）是法国奥恩省的一个市镇，位于该省中东部，属于阿朗松区。

## 地理
费里耶尔拉韦尔里（48°39'10"N, 0°22'33"E）面积14.58 平方千米，位于法国诺曼底大区奧恩省，该省份为法国西北部内陆省份，北起顺时针与卡爾瓦多斯省、厄尔省、厄尔-卢瓦省、萨尔特省、马耶讷省和芒什省接壤。
与费里耶尔拉韦尔里接壤的市镇（或旧市镇、城区）包括：泰利耶尔勒普莱西、库尔托梅、布吕勒马伊、普朗什、费村、萨尔特河畔圣阿尼昂。

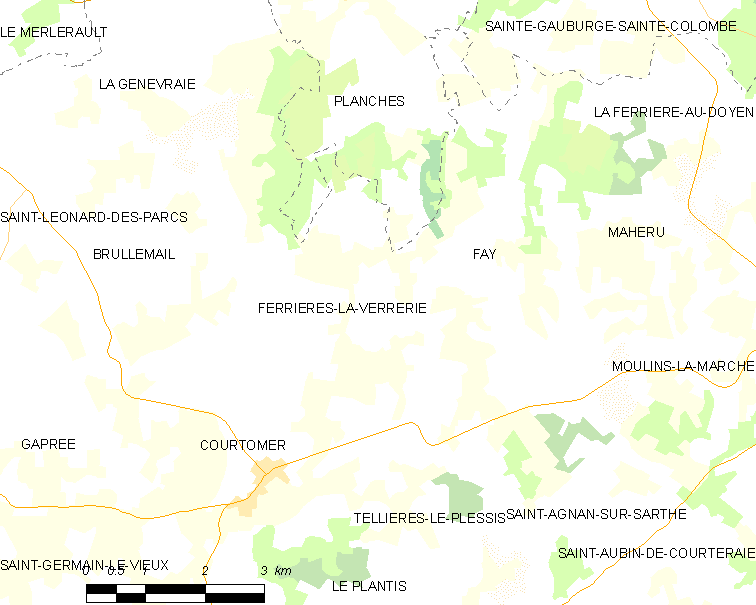
费里耶尔拉韦尔里的OSM定位图

费里耶尔拉韦尔里的时区为UTC+01:00、UTC+02:00（夏令时）。

## 行政
费里耶尔拉韦尔里的邮政编码为61390，INSEE市镇编码为61166。

## 政治
费里耶尔拉韦尔里所属的省级选区为埃库沃县。

## 人口

1962-2008年间费里耶尔拉韦尔里人口变化图示

费里耶尔拉韦尔里于2022年1月1日时的人口数量为148人。